# Martin Fry

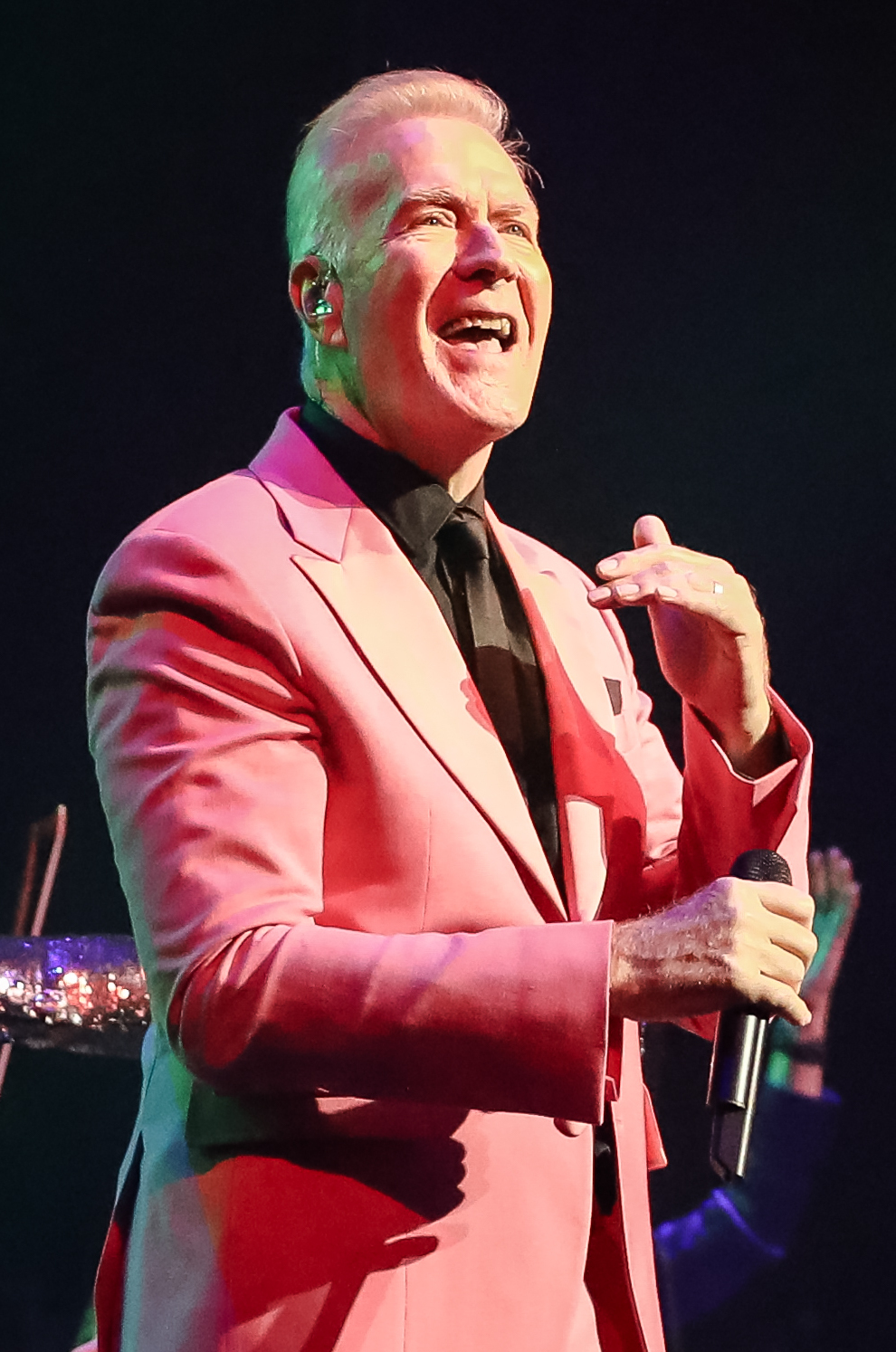
Martin Fry in 2023

Martin Fry (Manchester, Engeland, 9 maart 1958) is zanger en enig vast lid van de Britse popgroep ABC. De band scoorde in de jaren 80 van de 20e eeuw een aantal grote hits zoals , Poison Arrow, The Look Of Love en When Smokey Sings. Na het vertrek van gitarist Mark White in 1992 begon Fry een nieuwe ABC met andere bandleden Tussen 2004 en 2009 kwam oud-ABC-drummer David Palmer weer meespelen.
In 2001 trad Martin Fry op bij de Night of the Proms en fungeerde hij als openingsact in Nederland waar hij When Smokey Sings en The Look Of Love zong, met een compleet orkest. Dat jaar doet hij ook een bijdrage aan het nummer One And Only van de Amerikaanse producer King Britt.
Later, in 2005, ging hij samen met Tony Hadley, de voormalige zanger van Spandau Ballet, op tour door het Verenigd Koninkrijk en ondernam hij nog vele andere dingen, waaronder de Regenerationtour in de zomer van 2008, met een aantal artiesten die vooral bekend waren uit de jaren 80.
Het ABC van Martin Fry bleef ook studioalbums uitbrengen; in 2016 verscheen The Lexicon of Love II.